# Републикански път III-8404
Републикански път IIІ-8404 е третокласен път, част от Републиканската пътна мрежа на България, преминаващ изцяло по територията на Пазарджишка област, Община Септември. Дължината му е 7,8 km.
Пътят се отклонява надясно при 10,5 km на Републикански път II-84 в югоизточната част на с. Варвара и се насочва на северозапад през най-западната част на Горнотракийската низина, при допирът ѝ със североизточните склонове на западнородопския рид Алабак. Минава през центровете на селата Варвара, Симеоновец и Семчиново и на 2 km северозападно от последното се свързва с Републикански път I-8 при неговия 171,2 km.
| Пътища, отклоняващи се надясно (населено място, № на пътя, посока на пътя) | km  | Пътища, отклоняващи се наляво (посока на пътя, № на пътя, населено място) |
| -------------------------------------------------------------------------- | --- | ------------------------------------------------------------------------- |
| Община Септември, II-84, 10,5 km, с. Варвара →                             | 0,0 | → с. Варвара, 10,5 km, II-84, Община Септември                            |
| Варвара                                                                    | 1,5 | с. Варвара                                                                |
| (за 175,4 km на I-8) общински път, с. Симеоновец ←                         | 4,8 | с. Симеоновец                                                             |
| (за 173,6 km на I-8) общински път, с. Семчиново ←                          | 5,9 | с. Семчиново                                                              |
| (до ГКПП Капитан Андреево - Капъкуле) I-8, 171,2 km ←                      | 7,8 | ← 171,2 km, I-8 (от ГКПП Калотина)                                        |